# Les Nauticales
 (mai 2012).
 (mai 2012).
Si vous disposez d'ouvrages ou d'articles de référence ou si vous connaissez des sites web de qualité traitant du thème abordé ici, merci de compléter l'article en donnant les références utiles à sa vérifiabilité et en les liant à la section « Notes et références ».
Les Nauticales est le salon nautique de la Communauté urbaine Marseille Provence Métropole.
4e salon à flot français, le salon accueille 200 exposants pendant 9 jours à La Ciotat. 
L'organisation du salon a été confié au Groupement Safim / Grand Pavois pour les années 2013 à 2015. 